# Thomas Rytter
Thomas Rytter (n. Copenhague, 6 de enero de 1974) es un exjugador y entrenador de fútbol danés que jugaba en la demarcación de lateral derecho.

## Biografía
Thomas Rytter debutó como futbolista profesional en 1992 a los 18 años de edad con el Lyngby BK danés. Tras obtener una Superliga en 1992, fue elegido el mejor futbolista danés joven del año en 1994 y tras jugar un total de 129 partidos, fue traspasado al Sevilla FC, con el que jugó dos temporadas. Ya en 1998 fichó por el FC Copenhague, con el que volvió a ganar una Superliga y además una Supercopa danesa de fútbol, ambas en 2001. Tras un paso por el VfL Wolfsburgo, fichó por el Brøndby IF, equipo en el que se retiró en 2008 a los 34 años de edad.

## Selección nacional
Thomas Rytter fue convocado por la selección de fútbol de Dinamarca en 1996 por primera vez en un partido contra Suecia y disputó un total de cuatro partidos hasta 2003, año de su última convocatoria.

## Clubes

### Jugador
| Club           | País      | Año         | Partidos | Goles |
| -------------- | --------- | ----------- | -------- | ----- |
| Lyngby BK      | Dinamarca | 1992 - 1996 | 129      | 1     |
| Sevilla FC     | España    | 1996 - 1998 | 34       | 1     |
| FC Copenhague  | Dinamarca | 1998 - 2001 | 95       | 3     |
| VfL Wolfsburgo | Alemania  | 2001 - 2005 | 87       | 1     |
| Brøndby IF     | Dinamarca | 2005 - 2008 | 49       | 0     |

### Entrenador
| Club                             | País      | Año         |
| -------------------------------- | --------- | ----------- |
| Frederiksværk FK (2º entrenador) | Dinamarca | 2009 - 2010 |
| Frederiksværk FK                 | Dinamarca | 2010 - 2011 |
| Virum-Sorgenfri BK               | Dinamarca | 2011 - 2014 |
| Frederiksværk FK                 | Dinamarca | 2014 - 2015 |
| Blovstrød IF                     | Dinamarca | 2015 -      |

## Palmarés

### Equipo
Lyngby BK
- Superliga: 1992

FC Copenhague
- Superliga: 2001
- Supercopa danesa de fútbol: 2001

Brøndby IF
- Superliga: 2005
- Copa de Dinamarca: 2005 y 2008
- Copa de la Liga danesa: 2005 y 2006
- Royal League de Escandinavia: 2007

### Individual
- Mejor futbolista danés joven del año: 2004